# Províncias dos Países Baixos

Mapa dos Países Baixos dividido em províncias; os pontos vermelhos marcam as capitais das províncias e os pontos pretos as cidades ou municípios mais importantes.

Uma província dos Países Baixos representa a divisão administrativa entre o governo nacional e as municipalidades locais, tendo a responsabilidade nos assuntos de importância regional ou subnacional. O Governo de cada província, é composto por três grandes partes: a Assembleia Legislativa da Província (Provinciale Staten), que é o parlamento provincial eleito de quatro em quatro anos pelos votos dos moradores das pronvícias que têm direito de voto. Lembrando-se que a idade mínima para votar nas eleições é 18 anos. A Provinciale Staten forma, através de eleição entre seus membros, a Deputação Provincial (Gedeputeerde Staten), um colégio encarregado das tarefas mais executivas, presidida pelo Commissaris van de Koning nomeado pela Coroa.

## Divisão
Atualmente, os Países Baixos são divididos em doze províncias (provincies
em neerlandês).
As doze províncias estão listadas abaixo com suas capitais:
| Bandeira | Província         | População | hab./km² | Capital          |
| -------- | ----------------- | --------- | -------- | ---------------- |
|          | Groninga          | 575.234   | 246      | Groninga         |
|          | Frísia            | 642.998   | 192      | Leeuwarden       |
|          | Drente            | 483.173   | 183      | Assen            |
|          | Overissel         | 1.109.250 | 333      | Zwolle           |
|          | Flevolândia       | 365.301   | 257      | Lelystad         |
|          | Guéldria          | 1.970.865 | 396      | Arnhem           |
|          | Utreque           | 1.171.356 | 845      | Utreque          |
|          | Holanda do Norte  | 2.595.294 | 972      | Haarlem          |
|          | Holanda do Sul    | 3.452.323 | 1225     | Haia             |
|          | Zelândia          | 380.186   | 212      | Midelburgo       |
|          | Brabante do Norte | 2.415.945 | 491      | 's-Hertogenbosch |
|          | Limburgo          | 1.135.962 | 528      | Maastricht       |